# محمود فريحات
محمود عبد الحليم فريحات (مواليد 1960 في جرش) هو قائد عسكري أردني سابق. شغل منصب رئيس هيئة الأركان المشتركة الأردنية منذ 2 أكتوبر 2016 حتى تقاعده في تاريخ 24 تموز 2019. تم ترفيعه بقرار ملكي إلى رتبة فريق اعتباراً من 14 نوفمبر 2016. وعيّن بإرادة ملكية عضواً في مجلس الاعيان في تاريخ 24 اكتوبر 2024

## حياته ومسيرته العسكرية
ولد فريحات في محافظة جرش شمال الأردن سنة 1960. بدأ حياته العسكرية بالتحاقه في الكلية العسكرية الملكية سنة 1978، وتخرج منها سنة 1980. عُين قائداً للمنطقة العسكرية الشمالية من سنة 2013 إلى سنة 2015. وعمل ملحقاً عسكرياً في المملكة المتحدة، ورئيساً لهيئة التخطيط الإستراتيجي، قبل تعيينه رئيس لهيئة الأركان المشتركة خلفاً لمشعل الزبن.
و شارك الفريق فريحات في العديد من الدورات الداخلية والخارجية، وهو حاصل على درجة الماجستير في الدراسات الدفاعية من كلية الدراسات الدفاعية في المملكة المتحدة، ودرجة الماجستير في العلاقات الدولية من King"s College (لندن).